# 新安江南站
新安江南站，又被称为新安江南货场，位于浙江省建德市寿昌镇，是金千铁路上的一个货运站。车站于2013年5月开工建设，至2016年3月30日启用，并在2016年4月5日开办货运业务。新安江南站开通后，金千铁路上的更楼撤销，寿昌和新安江停办货运业务。
新安江南站主要办理批量零散货物快运、整车、集装箱等到达发送业务，可承运成件怕湿货物、集装箱、笨重货物、散堆装货物、危险品等货物。
目前，新安江南货场服务的主要客户有农夫山泉公司、红狮集团建德分公司、建德矿业有限公司等，向全国发运饮用水、熟料、石料等货物。